# Racemobambos ceramica
Racemobambos ceramica är en gräsart som beskrevs av Soejatmi Dransfield. Racemobambos ceramica ingår i släktet Racemobambos och familjen gräs. Inga underarter finns listade i Catalogue of Life.